# Toony
Toony, de son vrai nom Tomasz Chachurski (né le 16 mars 1984 à Kędzierzyn-Koźle) est un rappeur allemand d'origine polonaise.

## Biographie
Tomasz naît en Pologne, mais à l'âge de deux ans, il quitte son pays natal avec ses parents pour s'installer à Düsseldorf, en Allemagne. Il possède la double nationalité. Au début de sa carrière, en 2007, il participe en tant qu'invité à l'album du rappeur Kollegah. En 2007, il sort une mixtape gratuite intitulée Over the Top.
Il se fait connaître après la sortie du clip du morceau Deine Stärke, dans laquelle il faisait référence à ses racines polonaises. Il entre ensuite en contact avec Sokół, ce qui conduit le rappeur à signer un contrat avec le label varsovien Prosto au milieu de l'année 2008. Depuis lors, ses albums sont publiés par la filiale allemande de la société, et le rappeur apparaît sur les albums d'artistes et les albums signés par Prosto (en particulier Fu). La même année, il se produit au festival Hip Hop Kemp en République tchèque.
En avril 2010, la mixtape intitulée Ehrenkodex voit le jour, un album publié par Prosto Germany, dont DJ Tomekk est le co-créateur aux côtés de Toony. Sokół, Fu, Pih et Bosski Roman, entre autres, participent à l'album en tant qu'invités.
Le single de cet album, intitulé Zeit Rennt Davon et enregistré à nouveau avec le chanteur Sahin, sort en juillet 2010 et se classe no 1 du classement MTV Urban.

## Discographie
- 2007 : Over the Top (mixtape gratuite)
- 2010 : Ehrenkodex (avec DJ Tomekk)
- 2011 : Over the Top Reloaded
- 2012 : S.Z.W.A.B. (EP)
- 2014 : Stabil
- 2016 : King of Hate